# Campeonato Asiático de Balonmano Masculino de 2024
El Campeonato Asiático de Balonmano Masculino de 2024 es la 21.ª edición del Campeonato Asiático de Balonmano Masculino, que se celebra en Baréin del 11 de enero al 25 de enero de 2024. Sirve de clasificación para el Campeonato Mundial de Balonmano Masculino de 2025, con cinco plazas en juego.

## Grupos
El sorteo de la fase de grupos fue el siguiente:
| Grupo A      | Grupo B       | Grupo C        | Grupo D                |
| ------------ | ------------- | -------------- | ---------------------- |
| Catar        | Corea del Sur | Japón          | Baréin                 |
| Kuwait       | Irán          | Arabia Saudita | Emiratos Árabes Unidos |
| Omán         | China         | Iraq           | Kazajistán             |
| China Taipei | Nueva Zelanda | India          | Hong Kong              |

## Primera fase

### Grupo A
| Equipo       | J | G | E | P | GF | GC | DG  | PTS |
| ------------ | - | - | - | - | -- | -- | --- | --- |
| Catar        | 3 | 3 | 0 | 0 | 85 | 64 | +21 | 6   |
| Kuwait       | 3 | 2 | 0 | 1 | 78 | 77 | +1  | 4   |
| China Taipei | 3 | 1 | 0 | 2 | 86 | 91 | -5  | 2   |
| Omán         | 3 | 0 | 0 | 3 | 71 | 88 | -17 | 0   |

- Resultados

| Fecha | Hora  | Partido      | Partido | Partido      | Resultado |
| ----- | ----- | ------------ | ------- | ------------ | --------- |
| 12.01 | 13:00 | China Taipei | -       | Catar        | 26-33     |
| 12.01 | 17:00 | Omán         | -       | Kuwait       | 26-27     |
| 14.01 | 13:00 | Kuwait       | -       | China Taipei | 31-27     |
| 14.01 | 17:00 | Catar        | -       | Omán         | 28-18     |
| 16.01 | 15:00 | China Taipei | -       | Omán         | 33-27     |
| 16.01 | 17:00 | Kuwait       | -       | Catar        | 20-24     |

### Grupo B
| Equipo        | J | G | E | P | GF  | GC  | DG  | PTS |
| ------------- | - | - | - | - | --- | --- | --- | --- |
| Corea del Sur | 3 | 3 | 0 | 0 | 100 | 67  | +33 | 6   |
| Irán          | 3 | 2 | 0 | 1 | 88  | 61  | +27 | 4   |
| China         | 3 | 1 | 0 | 2 | 88  | 69  | +19 | 2   |
| Nueva Zelanda | 3 | 0 | 0 | 3 | 39  | 118 | -79 | 0   |

- Resultados

| Fecha | Hora  | Partido       | Partido | Partido       | Resultado |
| ----- | ----- | ------------- | ------- | ------------- | --------- |
| 12.01 | 15:00 | Nueva Zelanda | -       | Irán          | 13-40     |
| 12.01 | 19:00 | China         | -       | Corea del Sur | 30-32     |
| 14.01 | 15:00 | Corea del Sur | -       | Nueva Zelanda | 42-13     |
| 14.01 | 19:00 | Irán          | -       | China         | 24-22     |
| 16.01 | 13:00 | Nueva Zelanda | -       | China         | 13-36     |
| 16.01 | 19:00 | Corea del Sur | -       | Irán          | 26-24     |

### Grupo C
| Equipo         | J | G | E | P | GF  | GC  | DG   | PTS |
| -------------- | - | - | - | - | --- | --- | ---- | --- |
| Japón          | 3 | 2 | 1 | 0 | 116 | 64  | +52  | 5   |
| Iraq           | 3 | 1 | 2 | 0 | 114 | 71  | +43  | 4   |
| Arabia Saudita | 3 | 1 | 1 | 1 | 104 | 77  | +27  | 3   |
| India          | 3 | 0 | 0 | 3 | 40  | 162 | -122 | 0   |

- Resultados

| Fecha | Hora  | Partido        | Partido | Partido        | Resultado |
| ----- | ----- | -------------- | ------- | -------------- | --------- |
| 11.01 | 15:00 | India          | -       | Iraq           | 12-55     |
| 11.01 | 17:00 | Japón          | -       | Arabia Saudita | 29-25     |
| 13.01 | 13:00 | Arabia Saudita | -       | India          | 48-17     |
| 13.01 | 17:00 | Iraq           | -       | Japón          | 28-28     |
| 15.01 | 13:00 | Japón          | -       | India          | 59-11     |
| 15.01 | 17:00 | Iraq           | -       | Arabia Saudita | 31-31     |

### Grupo D
| Equipo                 | J | G | E | P | GF  | GC  | DG  | PTS |
| ---------------------- | - | - | - | - | --- | --- | --- | --- |
| Baréin                 | 3 | 3 | 0 | 0 | 128 | 48  | +80 | 6   |
| Emiratos Árabes Unidos | 3 | 2 | 0 | 1 | 83  | 73  | +10 | 4   |
| Kazajistán             | 3 | 1 | 0 | 2 | 55  | 108 | -53 | 2   |
| Hong Kong              | 3 | 0 | 0 | 3 | 66  | 103 | -37 | 0   |

- Resultados

| Fecha | Hora  | Partido                | Partido | Partido                | Resultado |
| ----- | ----- | ---------------------- | ------- | ---------------------- | --------- |
| 11.01 | 13:00 | Hong Kong              | -       | Emiratos Árabes Unidos | 24-29     |
| 11.01 | 19:00 | Kazajistán             | -       | Baréin                 | 13-47     |
| 13.01 | 15:00 | Emiratos Árabes Unidos | -       | Kazajistán             | 39-15     |
| 13.01 | 19:00 | Baréin                 | -       | Hong Kong              | 47-20     |
| 15.01 | 15:00 | Kazajistán             | -       | Hong Kong              | 27-22     |
| 15.01 | 19:00 | Baréin                 | -       | Emiratos Árabes Unidos | 34-15     |

## Main Round

### Grupo I
| Equipo                 | J | G | E | P | GF | GC | DG  | PTS |
| ---------------------- | - | - | - | - | -- | -- | --- | --- |
| Catar                  | 3 | 2 | 1 | 0 | 80 | 72 | +8  | 5   |
| Japón                  | 3 | 2 | 1 | 0 | 82 | 77 | +5  | 5   |
| Irán                   | 3 | 1 | 0 | 2 | 71 | 74 | -3  | 2   |
| Emiratos Árabes Unidos | 3 | 0 | 0 | 3 | 69 | 79 | -10 | 0   |

- Resultados

| Fecha | Hora  | Partido                | Partido | Partido                | Resultado |
| ----- | ----- | ---------------------- | ------- | ---------------------- | --------- |
| 18.01 | 15:00 | Japón                  | -       | Irán                   | 25-23     |
| 18.01 | 17:00 | Emiratos Árabes Unidos | -       | Catar                  | 21-25     |
| 19.01 | 13:00 | Catar                  | -       | Irán                   | 27-23     |
| 19.01 | 17:00 | Japón                  | -       | Emiratos Árabes Unidos | 29-26     |
| 21.01 | 13:00 | Emiratos Árabes Unidos | -       | Irán                   | 22-25     |
| 21.01 | 17:00 | Japón                  | -       | Catar                  | 28-28     |

### Grupo II
| Equipo        | J | G | E | P | GF | GC | DG  | PTS |
| ------------- | - | - | - | - | -- | -- | --- | --- |
| Baréin        | 3 | 2 | 1 | 0 | 86 | 77 | +9  | 5   |
| Kuwait        | 3 | 1 | 2 | 0 | 87 | 75 | +12 | 4   |
| Corea del Sur | 3 | 0 | 2 | 1 | 78 | 82 | -4  | 2   |
| Iraq          | 3 | 0 | 1 | 2 | 62 | 79 | -17 | 1   |

- Resultados

| Fecha | Hora   | Partido | Partido | Partido       | Resultado |
| ----- | ------ | ------- | ------- | ------------- | --------- |
| 18.01 | 13:00  | Iraq    | -       | Corea del Sur | 22-22     |
| 18.01 | 19:00  | Baréin  | -       | Kuwait        | 28-28     |
| 19.01 | 15:00  | Kuwait  | -       | Corea del Sur | 27-27     |
| 19.01 | 19:00  | Iraq    | -       | Baréin        | 20-25     |
| 21.01 | 15:00' | Iraq    | -       | Kuwait        | 20-32     |
| 21.01 | 19:00  | Baréin  | -       | Corea del Sur | 33-29     |

## Fase final
|  | Semifinales | Semifinales |       |       | Final        | Final        |  |
|  | 23 de enero | 23 de enero |       |       | 25 de enero  | 25 de enero  |  |
|  |             |             |       |       |              |              |  |
|  |             |             |       |       |              |              |  |
|  | Catar       | 33          |       |       |              |              |  |
|  | Catar       | 33          |       |       |              |              |  |
|  | Kuwait      | 26          |       |       |              |              |  |
|  | Kuwait      | 26          |       | Catar | 30           |              |  |
|  |             |             |       | Catar | 30           |              |  |
|  |             |             | Japón | 24    |              |              |  |
|  | Baréin      | 17          | Japón | 24    |              |              |  |
|  | Baréin      | 17          |       |       |              |              |  |
|  | Japón       | 20          |       |       | Tercer lugar | Tercer lugar |  |
|  | Japón       | 20          |       |       | Tercer lugar | Tercer lugar |  |
|  |             |             |       |       |              |              |  |
|  |             |             |       |       | Kuwait       | 17           |  |
|  |             |             |       |       | Kuwait       | 17           |  |
|  |             |             |       |       | Baréin       | 26           |  |
|  |             |             |       |       | Baréin       | 26           |  |
|  |             |             |       |       |              |              |  |

| Bandera de Catar        |
| Campeón Catar 6º título |

### Semifinales
| Fecha | Hora  | Partido¹ | Partido¹ | Partido¹ | Resultado |
| ----- | ----- | -------- | -------- | -------- | --------- |
| 23.01 | 16:00 | Catar    | -        | Kuwait   | 33-26     |
| 23.01 | 18:30 | Baréin   | -        | Japón    | 17-20     |

### Tercer lugar
| Fecha | Hora  | Partido¹ | Partido¹ | Partido¹ | Resultado |
| ----- | ----- | -------- | -------- | -------- | --------- |
| 25.01 | 16:00 | Kuwait   | -        | Baréin   | 17-26     |

### Final
| Fecha | Hora  | Partido¹ | Partido¹ | Partido¹ | Resultado |
| ----- | ----- | -------- | -------- | -------- | --------- |
| 25.01 | 18:30 | Catar    | -        | Japón    | 30-24     |

## Quinto puesto
| Fecha | Hora  | Partido¹ | Partido¹ | Partido¹      | Resultado |
| ----- | ----- | -------- | -------- | ------------- | --------- |
| 22.01 | 19:00 | Irán     | -        | Corea del Sur | 26-27     |

## Medallero
| Catar | Japón | Baréin |
| Žarko Marković Ahmad Madadi Rafael Capote Frankis Marzo Abdulrazzaq Murad Bilal Lepenica Eldar Memišević Abdelrahman Tarek Allaedine Berrached Mario Tomić Yusef Benali Amine Guehis Moustafa Heiba Ameen Zakkar Anadin Suljaković Ahmed Abdelhak Wajdi Sinen Irhad Alihodžić | Taiga Tsutaya Naoki Sugioka Shuichi Yoshida Adam Yuki Baig Motoki Sakai Shinnosuke Tokuda Jin Watanabe Daisuke Okamoto Asumi Kitazume Hiroyasu Tamakawa Yuto Agarie Shin Izumoto Seiya Tominaga Shoma Tashiro Yuga Enomoto Sota Takano Nakamura Takume Yasuhira Kosuke Hiroki Motoki Kenya Kasahara | Ali Muntadher Ebrahim Ali Eid Hasan Al-Samahiji Hasan Al-Fardan Hesham Isa Qasim Qambar Ahmed Kadhem Ahmed Fadhul Alzaimoor Mujtaba Yaseen Abdulla Al-Zaimoor Hasan Madan Mohamed Naser Jasim Khamis Mohamed Abdulredha Mohamed Husain Almagabi Ahmed Mohamed Habib Husain Al-Sayyad Ali Merza Mohamed Merza |
| Goran Dzokic (seleccionador) | Dagur Sigurðsson (seleccionador) | Aron Kristjánsson (seleccionador) |

## Clasificación general
| Posición | Equipo                 |
| -------- | ---------------------- |
|          | Catar CM               |
|          | Japón CM               |
|          | Baréin CM              |
| 4        | Kuwait CM              |
| 5        | Corea del Sur          |
| 6        | Irán                   |
| 7        | Emiratos Árabes Unidos |
| 8        | Iraq                   |
| 9        | Arabia Saudita         |
| 10       | China                  |
| 11       | China Taipei           |
| 12       | Omán                   |
| 13       | Hong Kong              |
| 14       | Kazajistán             |
| 15       | Nueva Zelanda          |
| 16       | India                  |